# Le Figaro Économie
Le Figaro Économie est un supplément quotidien du journal Figaro économique et financier français créé en 1984.

## Histoire
Il naît peu après le « tournant de la rigueur », changement radical de la politique économique du président socialiste François Mitterrand. Son créateur est le journaliste Philippe Vasseur, ancien des Échos qui soumet l'idée au patron du Figaro Robert Hersant. Son projet consiste en un cahier distinct du journal — chose alors inédite en France — et de couleur saumon, la même que le Financial Times, célèbre quotidien économique britannique. Il souhaite par ailleurs que la rédaction du Le Figaro Économie soit indépendante de la direction du Figaro et en réfère uniquement à Robert Hersant lui-même, afin que l'information économique et financière distillée dans le cahier ne soit pas brouillée par les propos politiques diffusés dans le quotidien.
Paru le 1er octobre 1984, le premier cahier détachable porte initialement le nom de La Vie économique. Il fait quatre pages, bientôt portées à huit. En 1987, il est renommé Le Fig-Éco puis en 1994 et jusqu'à nos jours Le Figaro Économie. À noter qu'il existât aussi à partir de 1985 un supplément intitulé Le Figaro Économie, paraissant uniquement le lundi et qui accueillait des petites annonces d'emploi.
La création du Figaro Économie s'ancre dans le contexte plus global, notamment sous la houlette de Philippe Villin (selon son slogan « Le Figaro, un journal, des journaux »), du développement de suppléments du Figaro, surtout des hebdomadaires (Le Figaro Magazine en 1978, Madame Figaro, Le Figaro TV, Le Figaroscope). Le groupe Figaro a depuis été imité par d'autres quotidiens.
Le Figaro Économie a changé de format en septembre 2005, en même temps que celui du Figaro. 
Il comprend plusieurs pages thématiques (actualités, « Médias et publicité », « Les décideurs », etc.). Avec la montée d'Internet et du grand nombre d'informations économiques et financières désormais disponibles en ligne, le cahier évolue, ne visant plus l'exhaustivité mais « l'approfondissement et la complémentarité ».
Le 4 juin 2015, Le Figaro Économie bénéficie d'une nouvelle formule, avec un contenu intégralement bi-média : c'est-à-dire publié à la fois en version papier, et sur le site Internet du supplément. Le contenu du supplément évolue avec de nouvelles rubriques comme « Le Scan éco », consacré à des articles de fond et d'analyse de l'économie, ou encore une rubrique « Tech » consacrée aux nouvelles technologies.